# Lucien Chiselle
Lucien Chiselle, né le 23 juin 1880 à Digoin et mort le 29 octobre 1954 à Fontenay-aux-Roses, est un homme de lettres français, poète, journaliste du XXe siècle, très actif dans les œuvres sociales du 4e arrondissement de Paris.

## Biographie
Claude Lucien Chiselle, né le 23 juin 1880 à Digoin, est le fils de Pierre Chiselle, carrossier, et de Marie Allix. Il épouse Marie Anne Joséphine Rougeon (décédée en mars 1944) et en secondes noces Alice Yvonne Roussel à la mairie du 4e arrondissement de Paris le 17 février 1945.
On trouve dans une publication littéraire lyonnaise de juillet 1898 le poème Chanson morose alors qu'il vient de fêter ses 18 ans.
En 1900, il exerce la profession de caissier et représentant de commerce à Lyon lorsqu'il est appelé sous les drapeaux avec la classe de 1900 sous le matricule 421 ; myope il est affecté aux services auxiliaires. En 1902, il réside à Saint-Florent-sur-Cher. À partir de 1905, il habite le 4e arrondissement de Paris, rue Saint-Martin puis rue des Francs-Bourgeois.
En 1910, il publie un texte sur Armand Barbès et en 1912, une étude intitulée Raspail et Blanqui à la prison de Doullens en 1849 à partir du dossier des archives nationales.
Il est mobilisé le 2 août 1914 et incorporé à la 14e section d'infirmiers et restera affecté aux services auxiliaires, économe de l'hôpital auxiliaire de Saint-Genis-Laval, pendant toute la durée de la Première Guerre mondiale.
Il est l'auteur de nombreux articles et poèmes publiés dans les revues Le Penseur, Septimanie, L'Effort libre, Poésie - Cahiers Mensuels Illustrés. En 1931, il est directeur de la publication de Idées (cahier moderne de littérature et d'art, paraissant tous les 3 mois).
Par arrêté du 6 février 1936, il est fait Officier de l'Instruction publique.
Par arrêté préfectoral du 24 mars 1927, il est il est nommé administrateur du bureau de bienfaisance du 4e arrondissement de Paris. En janvier 1940, il est réinvesti pour 4 ans. Par arrêté ministériel du 12 novembre 1947, il est nommé administrateur honoraire des bureaux de bienfaisance de Paris.
Il meurt le 29 octobre 1954 à Fontenay-aux-Roses. Sa veuve offre un ensemble de documents lui ayant appartenu à la bibliothèque historique de la ville de Paris en juillet 1955, notamment des notes, manuscrits sur divers sujets d'histoire et une correspondance avec Alcanter de Brahm, Léon Riotor, Gabriel Sarrazin et Gisèle Vallerey qui constitue le fonds Lucien Chiselle.

## Œuvres

### Textes publiés dansLe Penseur
- Un monument à Jules Janin, juin 1907[13]
- Avant l'Esperanto, décembre 1907[14]
- Hégésippe Moreau et Pierre Dupont, mai 1910[15]
- Soir parisien, avril 1910[16]
- Un romantique de la démocratie, Armand Barbès, août, septembre, octobre, novembre[17] 1910
- Aviation, février 1911[18]
- L'aveugle dans le roman et dans la vie, octobre 1911[19]
- Raspail et Blanqui à la prison de Doullens, février[20] et mars 1912[21]
- Panique en Basse-Normandie en 1848, avril 1912[22]
- Les amants du Paraclet, décembre 1912[23]
- Les confréries d'aveugles, février 1914[24]
- L'œuvre de Valentin Haüy, mars 1914[25]

### Textes publiés dansSeptimanie
- Ames légères, 1926[26]
- La dernière sirène, 1927[27]
- Juin au jardin, 1927[28]
- A Mistral , 1930[29]

### Autre éditions
- La vie sociale de Pierre Dupont, 1917[5]
- Le prisme des tendresses, 1930[30]
- Flambées d'amour : poèmes d'amour et de résurrection, 1946

## Distinctions
Officier de l'ordre des Palmes académiques, 6 février 1936